# Karl Rahm
Pour les articles homonymes, voir Rahm.
Karl Rahm est un officier SS allemand, né le 2 avril 1907 à Klosterneuburg (Autriche) et mort exécuté le 30 avril 1947 à Litoměřice (Tchécoslovaquie).
Né Autrichien, naturalisé allemand après l'Anschluss de 1938, il fut à la fin de la Seconde Guerre mondiale le dernier commandant du camp de concentration de Theresienstadt.

## Biographie
Karl Rahm naît le 2 avril 1907 à Klosterneuburg en Autriche, alors en Autriche-Hongrie.
Sturmbannführer dans la Schutzstaffel (SS), il est, de février 1944 à mai 1945, le troisième et dernier commandant du camp de concentration de Theresienstadt, succédant à Siegfried Seidl et Anton Burger.
Réputé pour sa cruauté, Rahm est capturé au Modèle:Fate- lors de la libération du camp par les troupes russes. Deux ans plus tard, à l’issue d’un procès sommaire, il est exécuté par pendaison à Litoměřice en Tchécoslovaquie.